# Deutzia taibaiensis
Deutzia taibaiensis là một loài thực vật có hoa trong họ Tú cầu. Loài này được W.T.Wang ex S.M.Hwang mô tả khoa học đầu tiên năm 1992.